# Eupithecia bicubitata
Eupithecia bicubitata es una especie de polilla de la familia Geometridae. La especie fue descrita por primera vez por Louis Beethoven Prout habiendo sido descrita en 1934, con distribución en Perú. El holotipo de la especie fue descrita en el Distrito de Acopampa, a aproximadamente 11 500 pies (3505,2 m) de altitud.

## Descripción
Es una polilla pequeña con una envergadura de 28 milímetros (1,1 plg). La cabeza, cuerpo y patas son predominantemente marrón grisáceo oscuro, un poco moteado (las patas con bandas) de color blanquecino. Tiene crestas abdominales estrechas y también blancas. Las alas de E. bicubitata son ligeramente estrechas, especialmente la trasera, que tiene el extremo más redondeado. 

### Alas
Las alas anteriores son blanquecinas, nubladas con tonos grisáceos y esparcidas con un marrón grisáceo más oscuro, de modo que el color de fondo apenas se nota excepto como puntos o manchas blancas en las venas. Cuenta también con ligeras manchas en el área media, una doble marca oblicua visible desde la costa hasta la vena subcostal.: Notas 1  Distalmente al área mediana, se nota un parche oblongo, intersecado por líneas oscuras onduladas, desde la línea posmediana casi hasta el margen del ala (entre R3 y M2): Notas 1  y una fina línea subterminal que se vuelve gruesa y curvada hasta el margen costal (aproximadamente a nivel de M2): Notas 1  un pequeño punto discal negruzco; numerosas líneas onduladas de gris "fuscous" oscuro con una banda antemedia y posmediana engrosada y ennegrecida hasta el margen del ala (entre R3 y M2).: Notas 1  Muchas de estas son similares a otra polilla local, E. coetulata, aunque, en conjunto son más oscuras en E. bicubitata.
Las alas traseras blanquecinas son un tanto sucias, teñidas de un marrón grisáceo, con una región marginal interna más oscura, más marcada. Tiene algunas líneas onduladas débiles en la parte proximal con un punto discal débil, una línea posmediana y una doble banda acompanante que se vuelve fuertemente curvada. La línea subterminal se ve mal definida mientras que la línea terminal y la franja son casi como se ven en las alas anteriores, siendo sin embargo, más blanca.